# Can Capó
Can Capó és una casa d'Amer (Selva) inclosa a l'Inventari del Patrimoni Arquitectònic de Catalunya.

## Descripció
Immoble de quatre plantes, entre mitgeres, cobert amb una teulada plana i aterrassada. Està ubicat al costat esquerre del carrer Nou.
La façana principal és la que dona al carre Nou i està estructurada internament en dues crugies. La planta baixa consta de dues obertures: per una banda un portal rectangular amb arc carpanell rebaixat i equipat amb llinda i muntants que combinen pedra sorrenca amb pedra de Girona. Mentre que per l'altra una gran obertura quadrangular que executaria les tasques de garatge.
En el primer pis trobem dues obertures rectangulars amb llinda monolítica i muntants de pedra. Difereixen ara bé en certs aspectes: la de la dreta és de mida més gran i està projectada com a balconada amb la seva respectiva barana de ferro forjat. A més tant la llinda com els muntants són de pedra sorrenca. La de l'esquerra actua com a finestra i està complementada amb ampit, el qual junt amb la llinda i els muntants, són de pedra nomolítica o pedra calcària de Girona.
En el segon pis tenim dues obertures rectangulars projectades com a balconades independents i equipades amb les seves respectives baranes de ferro forjat. Ara bé per les seves dimensions reduïdes, hauríem de parlar més d'ampits que no pas de baranes, ja que les dues no sobresurten gens respecte el pla horitzontal de la façana.
En el tercer pis, que de ben segur que exerciria les tasques de golfes trobem tres finestres totalment irrellevants, ja que no han rebut cap tractament destacat.
Tanca l'edifici en la part superior una terrassa coberta en la part davantera amb una barana o ampit de ferro forjat. Des del carrer podem contemplar que sobre l'espai físic de la terrassa pròpiament, s'aixeca una petita construcció que podria executar les tasques de golfes o altell. Pel que fa al treball de la forja aplicat a les baranes del primer i segon pis i de la terrassa, és tracta d'un treball molt auster i fred mancat de qualsevol element plàstic i ornamental.
La part superior de la façana lateral de l'immoble, no està arrebossada sinó que s'ha deixat a la vista les pedres fragmentades i els còdols de riu manipulats a cops de martell i lligades amb morter del calç.
Remarcar a mode d'apunt que l'edifici es troba immers en un estat penós de conservació, com així ho acrediten i demostren diversos elements: des de les clapes d'humitat dispersades i disseminades per tota la façana, passant pel despreniment en parts específiques i puntuals de l'arrebossat quedant a la vista els còdols de riu i les pedres fragmentades i fins a arribar a les baranes de les balconades les quals estan completament oxidades.
La majoria d'edificis del carrer Nou comparteixen entre ells tota una sèrie de paral·lelismes compositius, estructurals i formals molt evidents. I és que en tots cinc (Vegeu fitxa de Can Mitgaire), (Vegeu fitxa de Can Campassol), (Vegeu fitxa de Can Sanglas) i (Vegeu fitxa de Can Carbonés) trobem una sèrie de trets comuns com ara la façana estructurada en dues crugies; la coberta oscil·la entre dos tipus: la coberta plana i aterrassada i la coberta d'una sola aigua de vessant a façana; la majoria d'immobles consten de tres plantes; proliferen per tota la façana un gran nombre de balconades equipades amb les seves respectives baranes de ferro forjat; el sistema d'obertures tendeix a ser el mateix, en el qual sobresurt el portal quadrangular d'accés equipat amb llinda monolítica i muntants de pedra ben treballats i escairats.